# 2020年6月中国大陆

## 6月1日
- 《中华人民共和国基本医疗卫生与健康促进法》开始施行。该法是中国卫生与健康领域第一部基础性、综合性的法律[1][2][3]。
- 中国共产党中央委员会、中华人民共和国国务院印发《海南自由贸易港建设总体方案》[4][5]。
- 新疆维吾尔自治区政府副主席任华涉嫌严重违纪违法，目前正接受中央纪委国家监委纪律审查和监察调查[6]。
- 山西省自即日起正式实施垃圾分类，取消城市主要街道、公共场所分散设置的垃圾桶，实行定时定点收集、不落地管理[7]。

## 6月2日
- 上午5时45分，COVID-19抗疫医生胡卫锋逝世[8]。
- 上午10时许，西安市六十七中校园内，一名7岁的小学生在课间休息时被车辆撞倒，不治身亡[9]。
- 武汉市公布集中核酸检测排查工作情况，从5月14日0时至6月1日24时已集中核酸检测9899828人，没有发现确诊病例，检出无症状感染者300名[10]。

## 6月3日
- 晚9时左右，海南省海口市国贸路13号森堡大厦发电机房发生爆炸事故，致1人死亡，10人受伤[11]。

## 6月4日
- 上午8时30分，广西梧州市苍梧县旺甫中心小学发生一起保安持刀伤人事件，导致39人受伤，其中2人伤势嚴重[12]。
- 中国民用航空局发布《关于调整国际客运航班的通知》，规定自2020年6月8日起，所有未列入“国际航班信息发布（第5期）”航班计划的外国航空公司，可在本公司经营许可范围内，选择1个具备接收能力的口岸城市，每周运营1班国际客运航线航班，民航局2020年3月26日发布的《关于疫情防控期间继续调减国际客运航班量的通知》（民航发〔2020〕12号）同时失效。该调整取消了原有的前提条件“3月12日仍在飞的国际航班计划”，但保留“五个一”基本原则不变[13]。
- 上海杀妻藏尸案凶犯朱晓东被执行死刑。

## 6月5日
- 中央网络安全和信息化委员会办公室、全国“扫黄打非”工作小组办公室会同最高人民法院、工业和信息化部、公安部、文化和旅游部、市场监管总局、广电总局等部门启动为期半年的网络直播行业专项整治和规范管理行动[14]，进一步营造积极健康、正能量充沛的网络直播空间，促进网络生态持续向好[15]。
- 全国扫黑除恶专项斗争领导小组组长郭声琨主持召开全国扫黑除恶专项斗争领导小组会议，他指出，重点行业领域专项整治是今年专项斗争的“重头戏”，也是巩固三年斗争成果的“攻坚战”[16]。
- 广西壮族自治区柳州市中级人民法院对“父杀女”案罪犯韦乐执行死刑[17]。

## 6月6日
- 在山东日照举行的陆上赛艇极限挑战赛吹响中国体育复工复产的号角，中国赛艇领军人物张亮挑战有滑轨陆上赛艇30-39岁年龄组男子马拉松世界纪录，以2小时19分20秒8大幅度刷新世界纪录[18]。
- 凌晨0时03分许，京台高速安徽省蚌埠市怀远县境内发生一起交通事故，致3人死亡[19]。
- 凌晨2时16分许，湖北省武汉市“国立武汉大学”牌坊被一水泥罐车冲撞，局部受损[20]。
- 凌晨5时许，广西壮族自治区百色市田林县利周乡平布村尾央屯发生山体滑坡，致山脚处民房被冲毁，致1人死亡[21]。
- 下午，山西省中北大学大二学生在期末补考中作弊被监考老师发现并没收试卷，这位学生在离开考场不久后坠楼身亡[22]。
- 下午16时许，广西壮族自治区玉林市玉州区发生一起抢劫杀人案，嫌疑人在杀害一人后挟持一名女性人质勒索钱财。后警方安全解救人质，并将嫌疑人捉拿归案[23]。
- 晚22时许左右，青海省海东市互助土族自治县台子乡出路沟村6社发生崖体垮塌，致5间房屋倒塌，1人死亡[24]。

## 6月7日
- 国务院新闻办公室发布《抗击新冠肺炎疫情的中国行动》白皮书[25][26][27]。
- D1862次列车因落石在贵广客运专线怀集-贺州段区间隧道内脱线，乘客已全部疏散[28]。
- 22时30分，辽宁省东港市大平船厂码头一白色轿车失控冲入海中，致1人死亡[29]。

## 6月8日
- 武汉大学毕业生分批有序返校[30]。
- 中共中央总书记习近平赴宁夏考察调研。当天下午，他先后来到吴忠市红寺堡镇弘德村、黄河吴忠市城区段、金星镇金花园社区，了解当地推进脱贫攻坚、加强黄河流域生态保护、促进民族团结等情况[31][32]。
- 由中国科学院沈阳自动化研究所主持研制的“海斗一号”全海深自主遥控潜水器，在马里亚纳海沟实现4次万米下潜，最大下潜深度10907米，刷新了中国潜水器最大下潜深度纪录[33][34]

## 6月9日
- 中共中央总书记、国家主席习近平同菲律宾总统罗德里戈·杜特尔特互致贺电，庆祝中菲建交45周年[35][36]。
- 受疫情影响停业封闭的天津市宝坻区百货大楼正式解封[37]。

## 6月10日
- 0时许，博纳影业集团副总裁黄巍在北京市朝阳区朝外街道坠楼身亡。经警方调查，已排除刑事案件嫌疑[38]。
- 12时29分，陕西燎原煤业有限责任公司掘进工作面发生一起煤与瓦斯突出事故，致7人死亡[39]。
- 中国国家互联网信息办公室约谈新浪微博负责人，并责令其立即整改，暂停更新微博热搜榜一周[40]。

## 6月11日
- 由中国宇航学会推荐，经过国际宇航联合会两轮投票表决，嫦娥四号任务团队优秀代表中国探月工程总设计师吴伟仁，中国探月工程副总设计师于登云，嫦娥四号任务探测器系统总设计师孙泽洲，获得国际宇航联合会2020年度“世界航天奖”[41][42]。这也是该国际组织成立70年来首次把这一奖项授予中国航天科学家[43]。
- 2020年北京新发地农产品批发市场冠状病毒病聚集性疫情爆发[44][45]。
- 香港特区行政长官林郑月娥根据基本法第四十八条第三款签署经特区立法会通过的《国歌条例》，该条例将于6月12日正式刊宪实施[46][47]。
- 福建省宁德市蕉城区金涵乡苗圃下坡中间路段发生一起交通事故，致2人死亡，7人受伤[48]。
- 22时许，广西壮族自治区桂林市象山区万寿巷卫生学校发生一起校园挟持人质案件。次日凌晨警方成功解救人质，并将嫌疑人抓获[49]。

## 6月12日
- 17时许，北京市大兴区百联清城商务楼B座19层发生火灾，致2名消防员牺牲，另有3人受伤[50]。
- 21时3分，四川省宜宾市珙县（北纬28.19度，东经104.73度）发生4.0级地震，震源深度8千米[51]。

## 6月13日
- 中国证券监督管理委员会就修订《证券公司股权管理规定》，将证券公司主要股东从“持有证券公司25%以上股权的股东或者持有5%以上股权的第一大股东”调整为“持有证券公司5%以上股权的股东”[52][53]。
- 北京新增4例COVID-19确诊個案，且46人咽拭子呈阳性。全部人员均有北京新发地农产品批发市场工作和前往史[54]。
- 浙江省台州温岭市沈海高速公路上，有油罐车发生爆炸，造成人员伤亡[55]。
- 北京市丰台区启动战时管控[56]。
- 22时54分许，云南省昆楚高速大红田路段发生多起事故，致2人死亡，6人受伤[57]。

## 6月14日
- 山东青岛港首个海外股权投资项目——意大利瓦多港二期土建工程全面建设完成[58][59][60]。
- 广东省佛山市顺德区北滘镇美的集团君兰生活村发生绑架勒索事件，美的集团创始人何享健遭到挟持。15日5时许，民警已抓获5名涉案犯罪嫌疑人，无人员受伤[61]。

## 6月15日
- 晚，中国边防部队在加勒万河谷与印军爆发剧烈肢体冲突[62]。

## 6月16日

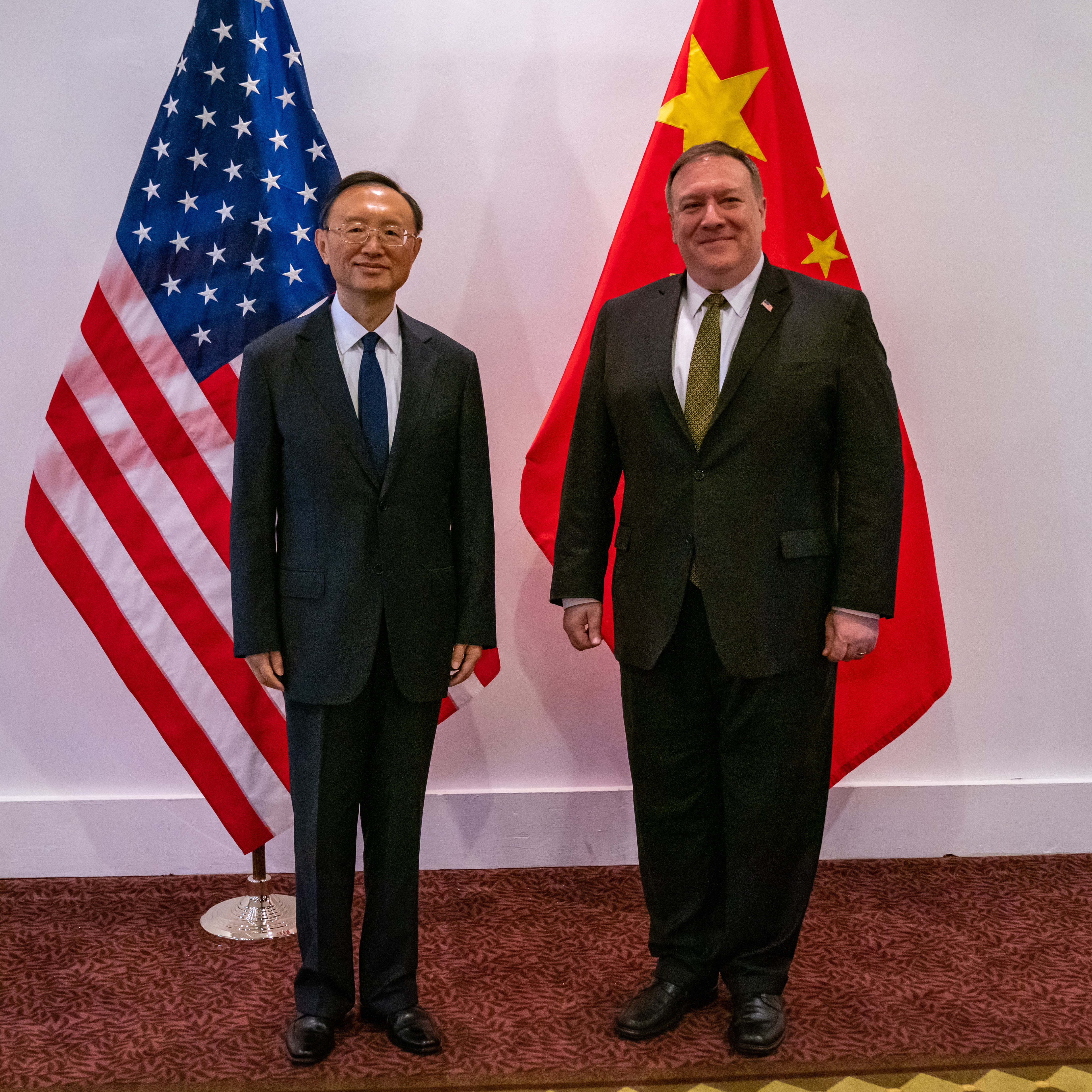
2020年6月，杨洁篪应约同美国国务卿蓬佩奥在夏威夷举行对话

- 6月16日至17日，中国共产党中央外事工作委员会办公室主任杨洁篪应约同美国国务卿蓬佩奥在美國夏威夷举行对话[63]。

## 6月17日
- 北京市中小学全部年级再次停课，各在京高校（含高职）学生停止返校[64]。
- 第十三届全国人民代表大会常务委员会第十九次会议审议《中华人民共和国香港特别行政区维护国家安全法（草案）》，其中草案对防范、制止和惩治发生在香港特别行政区的分裂国家、颠覆国家政权、恐怖活动、勾结外国或者境外势力危害国家安全等四类犯罪行为的具体构成和相应的刑事责任，作出了明确规定[65][66]。

## 6月18日
- 中共中央总书记、中国国家主席习近平向“一带一路”国际合作高级别视频会议发表书面致辞，他指出，疫情给我们带来一系列深刻启示。各国命运紧密相连，人类是同舟共济的命运共同体。无论是应对疫情，还是恢复经济，都要走团结合作之路，都应坚持多边主义[67][68]。

## 6月20日
- 中国普速铁路实行电子客票，旅客购票后可通过刷购票时使用的有效身份证件进站乘车[69]。这意味着从普速到高铁，中国铁路全系车型全面施行电子客票[70]。
- 川藏铁路拉林段藏木雅鲁藏布江双线特大桥现浇主梁成功合龙，标志着拉林铁路全线120座桥梁主体工程全部完工[71]。同时创造了世界同类型铁路桥梁海拔最高、钢管拱跨度最大（主拱跨径430米）、主拱钢管直径最大（钢管直径1.8米）、钢管拱单根管内混凝土顶升方量最多（单根管内混凝土顶升方量1022方）4个“世界第一”[72][73]。

## 6月22日
- 中共中央总书记、中国国家主席习近平在北京以视频方式会见欧洲理事会主席夏尔·米歇尔和欧盟委员会主席冯德莱恩，习近平强调中欧要做维护全球和平稳定的两大力量、做推动全球发展繁荣的两大市场、做坚持多边主义、完善全球治理的两大文明[74][75]。
- 中印两国边防部队在边境地区举行了第二次军长级会谈，双方同意采取必要措施，推动事态降温，还同意保持对话，共同致力于促进边境地区的和平与安宁[76]。
- 2020年中國南方水災：

- 有水文记录以来最大（綦江）洪水通过重庆市綦江区。
- 央视财政频道对水利部的报道中提及，全国进入汛期以来，十六个省级行政区、198条河流发生超饱洪水，其中8条河流发生超历史洪水。水利部在21日初步分析、预测，长江中下游汛情形势不容乐观。水利部人员指，长江中下游可能会发生区域性较大洪水。

- 国务院办公厅印发《关于支持出口产品转内销的实施意见》，意见提出三方面举措：一是支持出口产品进入国内市场。二是多渠道支持转内销。三是加强信贷保险和资金支持[79][80]。
- 中华人民共和国人力资源和社会保障部、财政部、国家税务总局印发《关于延长阶段性减免企业社会保险费政策实施期限等问题的通知》，明确各省份免征中小微企业三项社会保险单位缴费部分的政策，延长执行到2020年12月底[81][82]。

## 6月23日
- 9时43分，北斗三号全球卫星导航系统代号为G3的最后一颗组网卫星在西昌卫星发射中心发射升空[83]。该卫星使用长征三号乙运载火箭，是北斗系统第五十五颗导航卫星，至此北斗三号全球卫星导航系统星座部署比原计划提前半年全面完成[84][85]。
- 全国人大常委会法制工作委员会会同国务院港澳事务办公室、中央人民政府驻香港特别行政区联络办公室，在港举办了12场座谈会，听取香港社会各界对《中华人民共和国香港特别行政区维护国家安全法（草案）》的意见[86][87]。国务院港澳办副主任张晓明、香港中联办主任骆惠宁、全国人大常委会法工委副主任张勇出席会议[88]。

## 6月24日
- 国家医疗保障局公布《2019年全国医疗保障事业发展统计公报》。公报显示，2019年参加全国基本医疗保险人数达到135407万人，参保率稳定在95%以上。职工医保、城乡居民住院费用报销水平提高到60%以上[89]。

## 6月25日
- 新浪微博账号“@新京报我们视频”因在部分报道尤其是涉北京疫情报道中存在导向错误、断章取义、混淆视听等问题，严重扰乱网络信息传播秩序，社会影响恶劣，而被国家网信办禁言[90]。
- 凌晨，一艘载有24人的船只在西双版纳傣族自治州境内澜沧江与南班河交汇处发生翻沉，沉船为缅甸籍船只。截至26日，成功搜救上岸17人[91]，1人死亡，6人失踪[92]。

## 6月27日
- 为抗击2019冠状病毒病疫情，河北雄安新区安新县实行全封闭管理[93]。
- 中国科学院大学一2019级硕士生于推特发表精日，反中言论[94]。被举报后该生删除自己言论并在推特上道歉，该事件引发中国大陆网民热议[95]。

## 6月28日
- 国务院总理李克强主持召开稳外贸工作座谈会时强调，稳住外贸外资基本盘，对稳定经济运行和就业大局至关重要[96][97]。
- 凌晨，唯一一位连任13届的全国人大代表、全国劳动模范、共和国勋章获得者申纪兰在山西长治逝世[98]。
- 中共中央印发了《关于调整预备役部队领导体制的决定》，《决定》明确，自2020年7月1日零时起，预备役部队全面纳入军队领导指挥体系，由现行军地双重领导调整为党中央、中央军委集中统一领导[99]。
- 商丘至合肥至杭州高铁合肥至湖州段开通运营。该线经湖州站与南京至杭州高铁接轨，通达杭州，商杭客运专线实现全线贯通，河南、安徽、浙江三省实现高铁“无缝对接”[100]。
- 新建银西铁路跨董志塬区域，全长6.78公里的上阁村隧道，在距进口1362米处贯通。该隧道最高含水率33%，是中国首座穿越最湿黄土稀泥的高铁隧道[101][102]。

## 6月29日
- 江西省龙南县撤县设县级市。[103]
- 采用中国自主创建柔性直流电网新技术的张北柔直工程竣工[104]。该工程每年可输送约140亿千瓦时清洁能源，将助力北京冬奥场馆实现奥运史上首次100%清洁能源供电[105][106]。

## 6月30日
- 上午，十三届全国人大常委会通过《中华人民共和国香港特别行政区维护国家安全法》。同日下午，通过了《全国人民代表大会常务委员会关于增加〈中华人民共和国香港特别行政区基本法〉附件三所列全国性法律的决定》，决定将《中华人民共和国香港特别行政区维护国家安全法》列入《香港特别行政区基本法》附件三，明确由香港特别行政区在当地公布才能够实施[107]。
- 中共中央总书记习近平主持召开中国共产党中央全面深化改革委员会第十四次会议并强调，要依靠改革应对变局开拓新局，扭住关键鼓励探索突出实效[108]。中共中央政治局常委、中央全面深化改革委员会副主任李克强、王沪宁出席会议[109]。